# 莱亚县

所在位置

莱亚县(乌尔都语： ضلع لیہ)，巴基斯坦旁遮普省的一个县，位于该省西部。总面积6,291 km2 (2,429 sq mi)，总人口1,520,951(2005)。行政中心位于莱亚市。

## 行政区划
萨希瓦尔县辖有3个乡。